# Crist de l'abisme
El Crist de l'abisme (en italià: Il Crist degli abissi) és una estàtua de bronze de Jesús de Natzaret, submergida des de 1954 al fons de la badia de Sant Fruttuoso —entre Camogli i Portofino, a Ligúria—, dins de l'àrea natural marina protegida Portofino, a 17 m de profunditat.

## Història
L'escultura fou idea del submarinista Duilio Marcante. Marcante, després de la mort de Dario Gonzatti durant una immersió l'any 1950, va impulsar la instal·lació d'una estàtua de Jesús de Natzaret al fons del mar. El projecte va finalitzar el 22 d'agost de 1954, quan l'escultura es va col·locar al fons de la badia de San Fruttuoso, entre Camogli i Portofino.
L'estàtua, d'aproximadament 2,50 m d'alçada i 260 kg de pes, va ser construïda per l'escultor Guido Galletti i col·locada per diversos bussejadors de la Marina Militare italiana a uns 17 metres de profunditat. Les mans del Crist apunten cap amunt, en direcció a la superfície de l'aigua.
Per tal d'obtenir el bronze necessari per a la realització de l'estàtua es varen fondre medalles, elements navals (alguns dels quals foren hèlixs donades per l'Armada dels Estats Units d'Amèrica i campanes. Després de la mort de Duilio Marcante es va col·locar una placa a la base de l'escultura en memòria seva.
L'any 2003, l'estàtua va ser treta a la superfície per tal de recol·locar-li una de les mans, trencada per l'impacte d'una àncora. Es va aprofitar per protegir l'escultura de la corrosió i dels crustacis i realitzar altres tasques de restauració, i es va tornar a la badia el 17 de juliol de 2004. La localització però va ser diferent: es col·locà sobre una nova base a 17 metres de profunditat.

## Galeria d'imatges

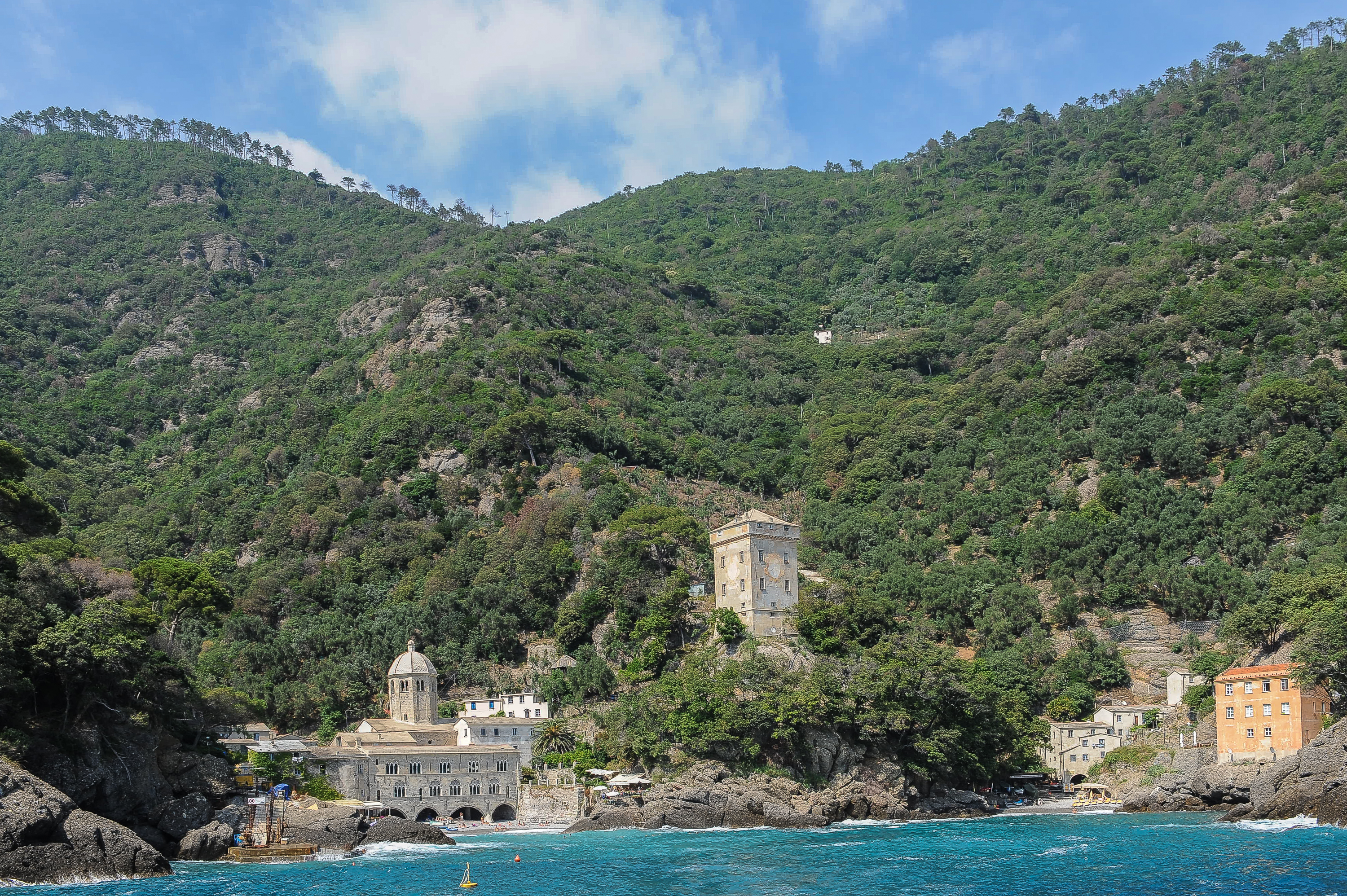
L'adabia de San Fruttuoso vista des de la badia homònima. A la dreta, submergit i, per tant, no visible a la imatge, s'hi troba el Crist de l'abisme.
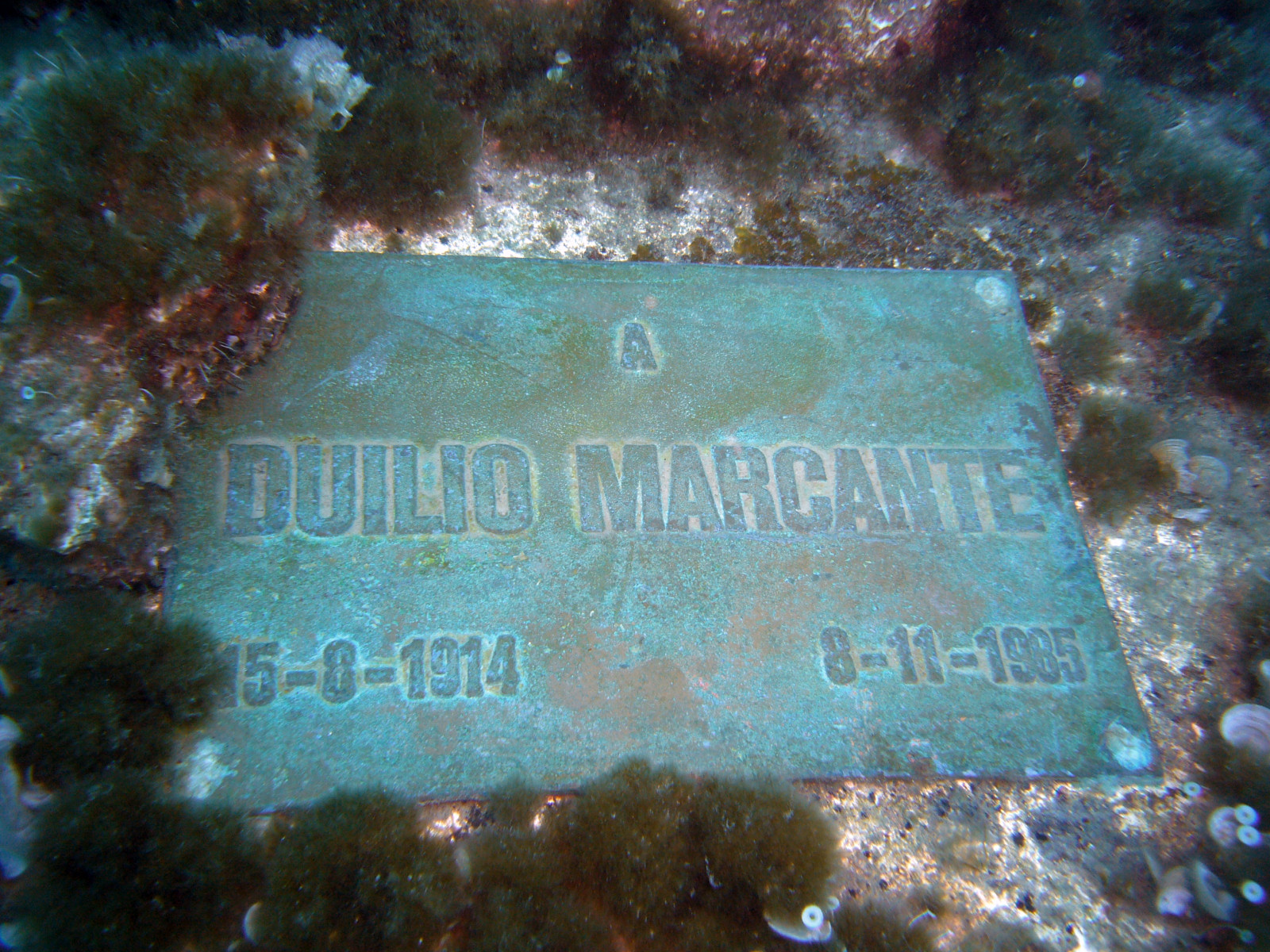
La placa commemorativa a Marcante a la base de l'estàtua.